# Кант (Люблінське воєводство)
Кант (пол. Kąt) — частина села) українського Закерзоння Дениска у Польщі, в Люблінському воєводстві Томашовського повіту, ґміни Ульгувек.